# Myotis montivagus
Myotis montivagus — вид рукокрилих роду Нічниця (Myotis).

## Поширення, поведінка
Проживання: Китай, Індія, Лаос, Малайзія, М'янма, В'єтнам. Був записаний від рівня моря до висоти 1100 м над рівнем моря. Спочиває в печерах, скелястих ущелинах і підземних місцеперебуваннях в лісових районах.